# Grabkiste im Gadehøj

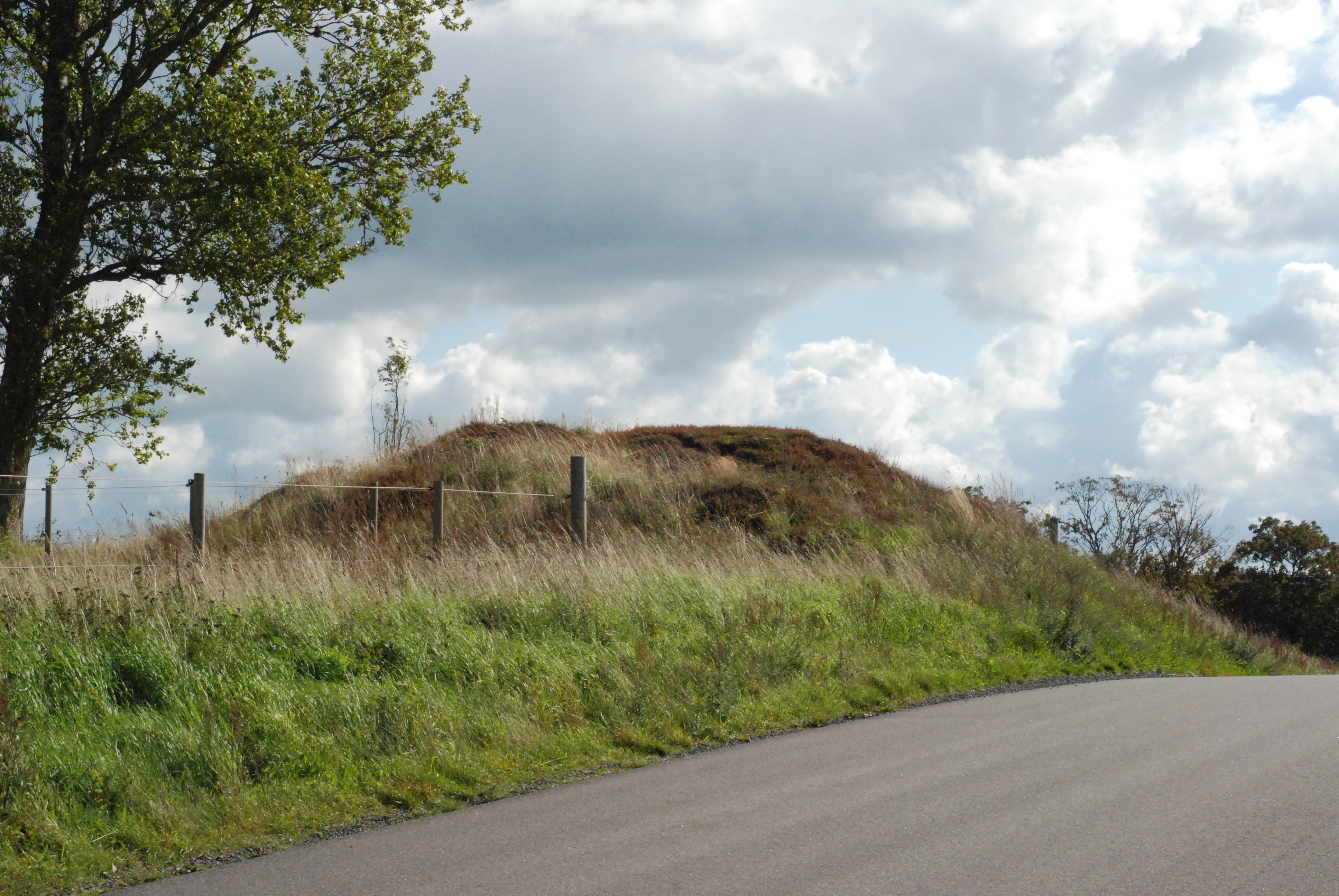
Gadehøj

Die Grabkiste im Gadehøj (dänisch Gravkiste) bei Unnerup in der Gribskov Kommune im Nordosten der Insel Seeland in Dänemark stammt aus der älteren Bronzezeit (in Dänemark auch Dolchzeit genannt) und wurde 1918 ausgegraben. Gefunden wurden zwei Feuersteindolche. Die Grabkiste liegt in einem Hügel von etwa 12,5 m Durchmesser und 2,0 m Höhe nahe Vejby bei Hillerød.
Die u. a. von den Schnurkeramikern gebauten Anlagen wurden aus Platten oder gespaltenen Blöcken errichtet, wie man sie zuvor auch für Dolmen verwendete. Das Hauptverbreitungsgebiet der Grabkisten ist der Norden von Jütland. Der Grundplan der Grabkiste ist viereckig oder birnenförmig. In der Verlängerung der Kammer setzt ein kurzer Gang, meist mit einem Schwellenstein an. Sie kommen im Verbreitungsgebiet der Trichterbecherkultur (TBK) vor.
Etwa 500 m östlich liegt der Dolmen von Slagsagergård (K. Ebbesen Nr. 12) und 2,4 km westlich liegen die Steinkisten von Hanebjerg.